# Keito Nakamura
Keito Nakamura (中村 敬斗, Nakamura Keito, Abiko, 28 de julho de 2000) é um futebolista japonês que atua como atacante. Atualmente joga pelo Stade de Reims e pela Seleção Japonesa.

## Carreira

### Gamba Osaka
Nakamura chegou ao Gamba Osaka vindo da base do Mitsubishi Yowa. Fez sua estreia profissional em 24 de fevereiro de 2018 na derrota por 3–2 para o Nagoya Grampus, entrando de Hwang Ui-jo aos 69 minutos, onde fez o cruzamento para Shun Nagasawa empatar o jogo em 2–2. Também atuou algumas vezes pelo Sub-23 da equipe.

### Twente
Foi anunciado em 22 de julho de 2019 pelo Twente, em um empréstimo de dois anos com opção de compra.
Logo em sua estreia, fez o gol de seu time no empate de 1–1 com o PSV na estreia da Eredivisie. Também marcou contra o Groningen, mas após uma expulsão contra o Fortuna Sittard na sexta rodada, acabou perdendo espaço no time principal e passou a atuar pelo time B. Ao todo foram 17 partidas e quatro gols. Ainda no clube neerlandês, em outubro Nakamura ganhou o New Hero Award (prêmio dado ao melhor jogador Sub-23 da Copa do Imperador) e tornou-se o primeiro jogador a ganhar o prêmio jogando fora do Japão.

### Sint-Truiden
Em agosto de 2020, foi emprestado ao clube belga Sint-Truiden.

### LASK e Juniors OÖ

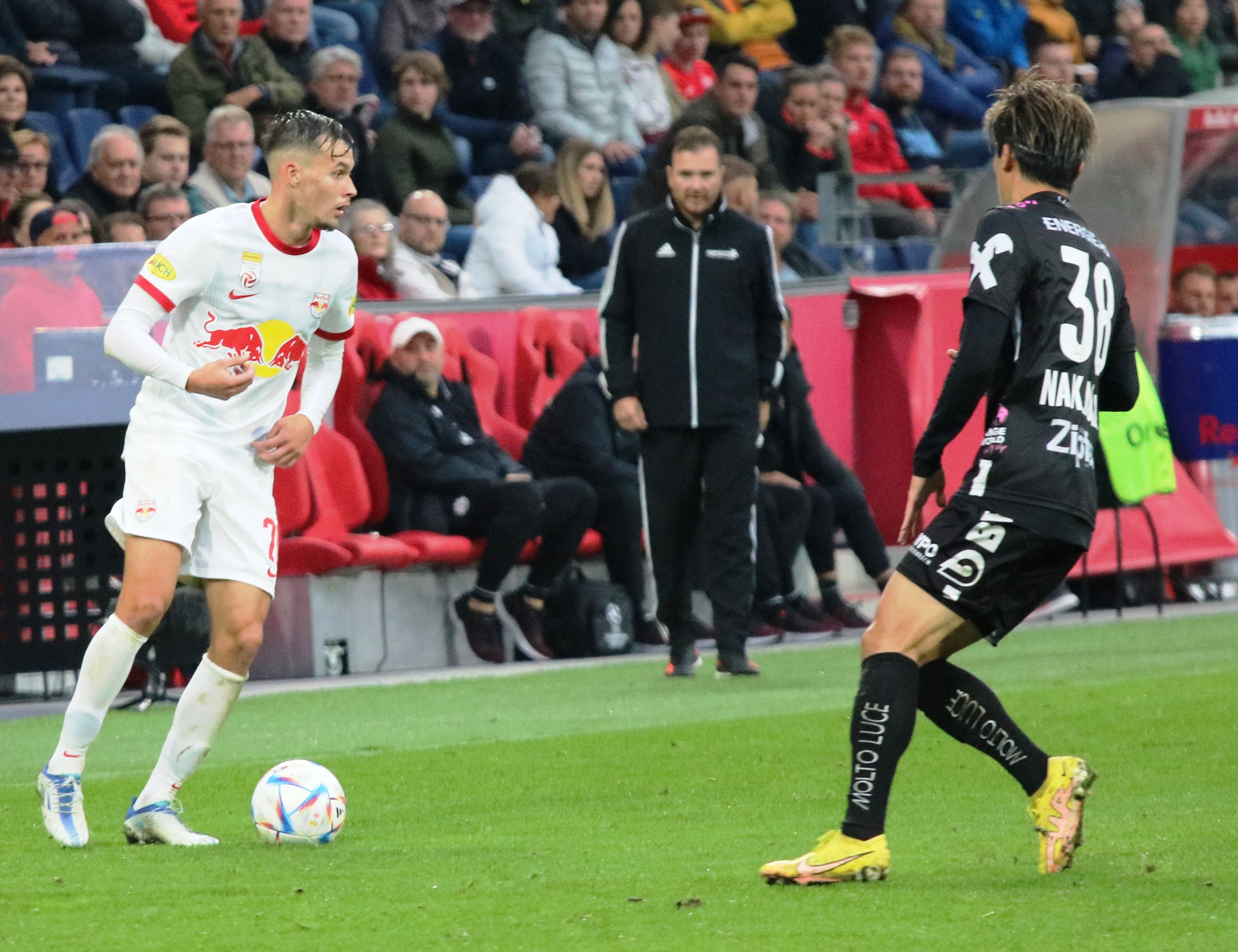
Nakamura quando atuava pelo LASK

Em fevereiro de 2021, Nakamura foi emprestado ao FC Juniors OÖ onde disputou 12 partidas e fez quatro gols, antes de em 11 de agosto do mesmo ano assinar por três anos com o LASK. Durante sua passagem pelo clube austríaco,  atuou em 69 partidas e marcou 26 gols, além de 11 assistências.

### Stade de Reims
Em 10 de agosto de 2023, Nakamura foi anunciado como novo reforço do Stade de Reims e assinou contrato por cinco anos. Dois dias depois fez sua estreia contra o Olympique de Marseille, entrando no decorrer do segundo tempo da derrota por 2–1 na estreia da Ligue 1. Em 26 de setembro Nakamura fez seu primeiro gol pelo Reims na vitória por 2–1 sobre o Lille na 6.ª rodada da Ligue 1.

## Seleção Japonesa

### Base
Nakamura atuou nas categorias Sub-15, Sub-16 e Sub-17 do Japão, atuando no Campeonato Asiático Sub-16 de 2016 (eliminado nas semifinais pelo Iraque) e na Copa do Mundo Sub-17 em 2017, onde atuou em quatro jogos e fez quatro gols. Também disputou a Copa do Mundo Sub-20 de 2019, na Polônia.

### Principal
Em março de 2023, foi convocado por Hajime Moriyasu para atuar pela Seleção Japonesa Principal em amistosos contra o Uruguai and Colômbia. Estreou nesta primeira partida contra o Uruguai em 24 de março, que terminou 1–1.   Foi um dos convocados para atuar na Copa Kirin, onde marcou um gol contra El Salvador na goleada de 6–0 e dois contra contra Turquia, na vitória por 4–2.
Em janeiro de 2024, Nakamura foi convocado para a Copa da Ásia de 2023. Na primeira rodada, marcou um dos gols da vitória por 4–2 sobre o Vietnã.

## Estatísticas

### Seleção Japonesa
Atualizadas até 28 de janeiro de 2024.
| Seleção | Ano   | Jogos | Gols |
| ------- | ----- | ----- | ---- |
| Japan   | 2023  | 4     | 4    |
| Japan   | 2024  | 3     | 2    |
| Total   | Total | 7     | 6    |

| No. | Data                   | Local                                   | Adversário  | Gol | Resultado | Competição           |
| --- | ---------------------- | --------------------------------------- | ----------- | --- | --------- | -------------------- |
| 1   | 15 de junho de 2023    | Estádio de Toyota, Toyota, Japão        | El Salvador | 5–0 | 6–0       | Copa Kirin de 2023   |
| 2   | 12 de setembro de 2023 | Cegeka Arena, Genk, Bélgica             | Turquia     | 2–0 | 4–2       | Copa Kirin de 2023   |
| 3   | 12 de setembro de 2023 | Cegeka Arena, Genk, Bélgica             | Turquia     | 3–0 | 4–2       | Copa Kirin de 2023   |
| 4   | 13 de outubro de 2023  | Denka Big Swan Stadium, Niigata, Japão  | Canadá      | 3–0 | 4–1       | Amistoso             |
| 5   | 1 de janeiro de 2024   | Estádio Nacional do Japão, Tokyo, Japão | Tailândia   | 2–0 | 5–0       | Amistoso             |
| 6   | 14 de janeiro de 2024  | Estádio Al Thumama, Doha, Catar         | Vietnã      | 3–2 | 4–2       | Copa da Ásia de 2023 |

## Títulos

### Prêmios individuais
- New Hero Award: 2019